# My Life So Far
My Life So Far (Brasil: Tempo de Inocência ) é um filme biográfico de 1999 sobre um ano na vida de um garoto escocês de dez anos de idade. Foi dirigido por Hugh Hudson, com roteiro de Simon Donald. O filme se passa em 1927 e é baseado nas memórias de Denis Forman, um executivo de televisão britânico.

## Sinopse
O filme conta a história de como a família Pettigrew, vivendo em sua propriedade familiar Kiloran House, na Escócia, lida com as mudanças trazidas até o final da Primeira Guerra Mundial, contadas sob o ponto de vista de uma das crianças Pettigrew, Fraser (Robert Norman)
A família é chefiada pela avó materna MacIntosh (Rosemary Harris), carinhosamente conhecida como "Gamma", cujas decisões devem ser obedecidas sem questionar. O filho de Gamma, Morris (Malcolm McDowell), saiu de casa para construir uma carreira para si e ter sucesso como um empresário bem-sucedido; enquanto sua filha mais nova Moira (Mary Elizabeth Mastrantonio) seguia a rota tradicional - ela se apaixonou por Edward Pettigrew (Colin Firth), desistiu de uma chance promissora de se tornar uma cantora de ópera, se estabeleceu em sua propriedade familiar e criou uma família numerosa.
Edward é um típico nobre do seu tempo - é dono de um pequeno negócio (transformar musgo de esfagno em curativos médicos), um homem piedoso e defensor dos valores tradicionais (faz um discurso em todos os cultos de domingo), ama e ouve apenas Beethoven e tem um paixão por invenções e melhorias mecânicas em toda a propriedade. Todos são ridicularizados por Morris, que mora em Londres, mas volta a visitá-lo com frequência, pois está competindo com Edward para herdar a propriedade depois que Gamma falece; os dois mal conseguem esconder seu ódio um pelo outro.
Edward não aprecia e resiste a ondas de novas mudanças no mundo, mas quanto mais ele tenta, mais as coisas desmoronam. Morris e sua bela e encantadora noiva francesa Heloise (Irène Jacob) apresentam jazz às crianças. Um pouso de emergência leva o primeiro pretendente da filha mais velha de Elspeth (Kelly Macdonald) - o piloto francês Gabriel Chenoux (Tchéky Karyo). Fraser descobre a coleção de livros do avô MacIntosh no sótão e, como um ato de rebelião contra Edward, decide ler todos eles. Sem orientação, ele entende mal a definição de "prostituição" e, acreditando que seja um termo comercial, sugere a todos os convidados da festa de noivado de Morris e Heloise que Moira, Heloise e Gamma devem se prostituir para melhorar o negócio do musgo. Pior de tudo, Edward se vê atraído por Heloise e faz um passe para ela antes do casamento.
Enquanto distribuía comida durante um jogo de curling realizado em homenagem ao marido, Gamma cai através do gelo no lago. Embora ela seja puxada imediatamente, ela morre de pneumonia logo depois. A vontade de Gamma deixa a propriedade para Edward, levando à briga final entre Edward e Morris em seu caminho. Edward se vangloria de que Morris perdeu mais do que a propriedade para ele, fazendo Moira finalmente confrontá-lo e dizer que ela estava ciente de seu caso com Heloise o tempo todo.
Levam meses para que os esforços de Edward finalmente reconquistem Moira, e a família volte à sua antiga rotina. Em uma manhã de domingo, todos os Pettigrews estão indo para a igreja, exceto Fraser. Edward o encontra relaxando em uma espreguiçadeira na biblioteca, um copo de conhaque cheio de leite em uma mão e um charuto aceso na outra, balançando a cabeça e o corpo para uma gravação em gramofone de "On the Sunny Side of the Side" de Louis Armstrong (um presente secreto de Heloise). Em vez de ser jogado em um acesso de raiva, ele sorri e fecha a porta, deixando Fraser se divertir.

## Elenco
- Colin Firth como Edward Pettigrew
- Rosemary Harris como Gamma MacIntosh
- Irène Jacob como tia Heloise
- Mary Elizabeth Mastrantonio como Moira 'Mumsie' Pettigrew
- Malcolm McDowell como tio Morris MacIntosh
- Robert Norman como Fraser Pettigrew
- Tchéky Karyo como Gabriel Chenoux
- Kelly Macdonald como Elspeth Pettigrew
- Titus MacTavish como garoto da vila
- Jamie MacTavish como jardineiro
- Douglas Forrest como dublê de corpo de Colin Firth

## Recepção
My Life So Far recebeu críticas bastante positivas dos críticos, pois atualmente possui uma classificação de 70% no Rotten Tomatoes com base em 27 avaliações.